# Mary Prince
Mary Prince (Devonshire, Bermudes, 1 d'octubre de 1788 – Londres, després de 1833) va ser una abolicionista i autobiògrafa britànica, nascuda a Bermudes, en el si d'una família d'africans esclavitzats. Fou la primera esclava negra a escriure sobre els horrors de l'esclavatge que suportà.
Venuda per primer cop quan tenia deu anys i al llarg de la vida va tenir cinc propietaris d'esclaus, tots bermudians. Va haver de treballar com a esclava i en la indústria de la sal llargues jornades de feina i sofrir el càstig físic que se li infringís.
Va abandonar l'illa d'Antigua amb el seu patró i la seva família el 1828 cap a Londres, on va aconseguir fugir dels seus amos. Després de la seva fuga, quan ja residia a Londres, va escriure la seva història sota el títol The History of Mary Prince (1831), el primer escrit d'una dona negra publicat al Regne Unit, una descripció en primera persona dels horrors soferts durant la seva esclavitud i va ser publicada quan encara l'esclavitud era legal a Bermudes i les colònies britàniques del Carib, la qual cosa donà un fort impuls als moviments abolicionistes. Al 1829 fou la primera dona negra a presentar davant del Parlament anglès la reclamació de llibertat.
Mary Prince va publicar el seu testimoniatge quan vivia i treballava a la casa de Thomas Pringle, escriptor professional i fundador i secretari de la Societat Antiesclavista Estatunidenca. Susanna Strickland, una jove escriptora, va recollir la història i va ajudar a redactar el text. Thomas Pringle el va editar.
Al 2013 va ser reconeguda Heroïna Nacional de Bermudes, on se celebra, des de 2020, el Dia de Mary Prince.